# Пакажус (микрорегион)

Пакажус на карте.

Пакажус (порт. Microrregião de Pacajus) — микрорегион в Бразилии, входит в штат Сеара. Составная часть мезорегиона Агломерация Форталеза. Население составляет 117 025 человек (на 2010 год). Площадь — 414,616 км². Плотность населения — 282,25 чел./км².

## Демография
Согласно сведениям, собранным в ходе переписи 2010 г. Национальным институтом географии и статистики (IBGE), население микрорегиона составляет:
| Полное население                             | Полное население                             | Полное население                             | Полное население                             | 117 025 |
| -------------------------------------------- | -------------------------------------------- | -------------------------------------------- | -------------------------------------------- | ------- |
| в том числе:                                 | Городское население                          | 101 724                                      | Процент городского населения, %              | 86,93   |
|                                              | Сельское население                           | 15 301                                       | Процент сельского населения, %               | 13,07   |
|                                              | Мужское население                            | 57 902                                       | Процент мужского населения, %                | 49,48   |
|                                              | Женское население                            | 59 123                                       | Процент женского населения, %                | 50,52   |
| Плотность населения, чел/км²                 | Плотность населения, чел/км²                 | Плотность населения, чел/км²                 | Плотность населения, чел/км²                 | 282,25  |
| Население микрорегиона в % к населению штата | Население микрорегиона в % к населению штата | Население микрорегиона в % к населению штата | Население микрорегиона в % к населению штата | 1,38    |

## Статистика
- Валовой внутренний продукт на 2003 составляет 709 954 008,00 реалов (данные: Бразильский институт географии и статистики).
- Валовой внутренний продукт на душу населения на 2003 составляет 8017,55 реалов (данные: Бразильский институт географии и статистики).
- Индекс развития человеческого потенциала на 2000 составляет 0,678 (данные: Программа развития ООН).

## Состав микрорегиона
В составе микрорегиона включены следующие муниципалитеты:
1. Оризонти
2. Пакажус